# Bob Flock
Bob Flock (* 16. April 1918 in Fort Payne, Alabama; † 16. März 1964 in Atlanta, Georgia) war ein US-amerikanischer NASCAR-Rennfahrer. Bekannt wurde mit dem Erreichen der Pole-Position des ersten Rennen der heutigen NASCAR Cup Series (damals Stricktly Stock Series).

## Karriere
Flock begann seine Motorsportkarriere im Jahr 1946, als er Teil des Raymond Parks Racing Team wurde. Bereits im Folgejahr konnte er seine Rennen in Daytona gewinnen und führte die Fahrerwertung bis zu einem Unfall an. Er zerquetschte sich dabei einen Wirbel. In diesem Jahr kam es auch zu einem Zwischenfall bei dem sein Wagen sich überschlug. Doch anstatt das Ausscheiden zu akzeptieren, bat er die Zuschauer darum, ihm zu helfen den Wagen wieder auf die Strecke zu bringen.
Beim ersten Rennen in der Geschichte der NASCAR am 19. Juni 1949 auf dem Charlotte Speedway konnte er sich mit einer Zeit von 38,37 Sekunden die Pole-Position sichern.
Er wurde ebenfalls in Verwicklung mit den Behörden bekannt. Seine Familie hatte ein illegales Samogon-Geschäft was dazu führte das die Polizei Flock bei einem Rennen festnehmen wollte. Dieser lieferte sich jedoch mit den Polizeiwagen eine Verfolgungsjagd über 1–2 Runden bevor er durch die Absperrung fuhr und versuchte so zu entkommen. Im ging jedoch das Gas aus.
In den Folgejahren gewann er noch ein paar Rennen, so in Asheville. Seine Karriere musste er jedoch nach einem schweren Unfall beenden.

## Nach Karriereende
Flock wurde zu einem Rennbahnpromoter in Atlanta, wo er sich niederließ. Er starb 1964 an einem Herzinfarkt.